# Mlatiharjo (Patean)
Mlatiharjo is een bestuurslaag in het regentschap Kendal van de provincie Midden-Java, Indonesië. Mlatiharjo telt 3099 inwoners (volkstelling 2010).